# Kapverdská vlajka

Kapverdská vlajka
Poměr stran: 2:3 (de facto)

Vlajka Kapverd byla přijata 22. září 1992. Vlajka je tvořena pěti vodorovnými pruhy — modrým, bílým, červeným, bílým a modrým — poměr jejich šířek je 6:1:1:1:3. Na vlajce je na pomyslné kružnici deset žlutých hvězd. Kružnice má poloměr 1/4 šířky vlajky a má střed uprostřed červeného pruhu, ve vzdálenosti 3/8 délky vlajky od žerdě. Všechny hvězdy směřují jedním cípem k hornímu okraji vlajky, jako je tomu na vlajce EU. Poměr stran vlajky není de iure stanoven, de facto je však poměr stran 2:3. Občas se objevují i poměry stran 10:17, 3:5, 1:2, 4:7 ale i jiné.
Modré pozadí symbolizuje moře a oblohu, trojice pruhů v bílé a červené barvě představuje cestu země k ekonomickému rozvoji, přičemž bílá barva znamená mír a červená pracovitost. Hvězdy zastupují deset hlavních ostrovů archipelagu.
Vlajku navrhl architekt Pedro Gregorio Lopes.

Rozměry kapverdské vlajky

## Historie
Do té doby neobydlené Kapverdské ostrovy objevil roku 1456 Alviso Cadamosto, benátský mořeplavec ve službách Portugalska. Portugalci je nazvali Ilhas do Cabo Verde – Ostrovy Zeleného mysu, podle afrického mysu, proti němuž se rozkládají. Od roku 1462 začaly na ostrovech vznikat první osady a roku 1495 se jednotlivé ostrovy staly portugalskými koloniemi. Ty byly roku 1587 spojeny do Portugalské kolonie Kapverdy Prvními vlajkami, vyvěšovanými na Kapverdských ostrovech, byly tedy vlajky portugalské.
Od roku 1830 to byla vlajka Portugalského království. Po revoluci a vyhlášení Portugalské republiky byla 30. června 1911 zavedena nová vlajka (platná dodnes). Tato vlajka se užívala ve všech portugalských koloniích.
V roce 1966 navrhl portugalský heraldik Franz Paul Almeido vlajky portugalských závislých území, které byly dokonce v roce 1967 schváleny. Vlajky těchto území ale nebyly nikdy zavedeny a nadále se užívaly portugalské vlajky. Návrh kapverdské vlajky byl portugalskou vlajkou se znakem Kapverd z roku 1935 v dolní vlající části. Znaky kolonií byly jednotného vzhledu vycházejícího z portugalského znaku, pouze jedno z polí štítu odlišovalo jednotlivá koloniální území.
5. července 1975 při vyhlášení nezávislosti Kapverdské republiky zavlála vlajka o poměru stran 5:9 (přibližně od roku 1977 byl poměr stran změněn na 2:3). Tato vlajka byla odvozena od vlajky PAIGC (Partido Africano da Independência de Guiné e Cabo Verde – Africká strana nezávislosti Guiney a Kapverdských ostrovů). Měla dva horizontální pruhy – horní žlutý a dolní zelený, a vertikální červený pruh u žerdi. V červeném pruhu byla umístěna černá pěticípá hvězda s věncem ze zelených kukuřičných listů, žlutých klasů a žlutou lasturou. Oproti vlajce PAIGC byly odstraněny iniciály názvu strany a přibyl kukuřičný věnec. Další rozměry: průměr hvězdy = 1/3 šířky vlajky, šířka svislého pruhu = 2/3 šířky vlajky. Černá hvězda symbolizovala africký národ, kukuřice zemědělství a lastury představovaly dary moře a Atlantik. Symbolika barev vlajky (jejímž základem jsou panafrické barvy) byla tradiční. Červená barva symbolizovala krev prolitou při boji o nezávislost, žlutá blahobyt a zelená tropickou přírodu.
PAIGC plánovala unii s Guineou-Bissau. Z tohoto plánu později sešlo. Z pobočky této strany byla v roce 1981 vytvořena nová strana PAICV (Partido Africano da Independência de Cabo Verde – Africká strana nezávislosti Kapverdských ostrovů). První, nyní již historická, kapverdská vlajka byla tak velmi podobná vlajce Guineje-Bissau.
V roce 1991 se na ostrovech konaly první svobodné volby a PAICV (marxistická nástupkyně PAIGC) tyto volby prohrála. V důsledku toho byla 25. září 1992 přijata nová vlajka, která již panafrické barvy neobsahuje.

Vlajka Portugalského království na Kapverdách (1830–1911)
Portugalská vlajka Kapverd (1911–1967/75) Poměr stran: 2:3
Vlajka kapverdského guvernéra (?–1975) Poměr stran: 2:3
Schválená, ale nezavedená kapverdská vlajka (1967) Poměr stran: 2:3
Vlajka PAIGC Poměr stran: 5:9
Vlajka Guineje-Bissau Poměr stran: 1:2
Kapverdská vlajka (1975–1992) Poměr stran: 5:9 později 2:3

## Vlajky kapverdských okresů

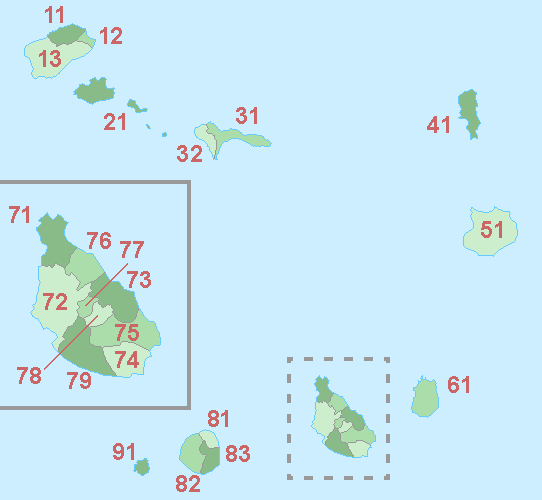
Mapa kapverdských concelhos

Kapverdy se dělí na 22 okresů (concelhos). Následující seznam vlajek těchto okresů není kompletní.

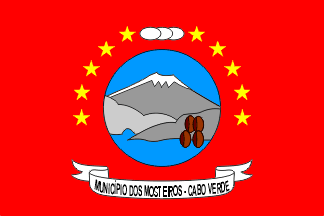
Mosteiros (o. Fogo) (13) Poměr stran: 2:3
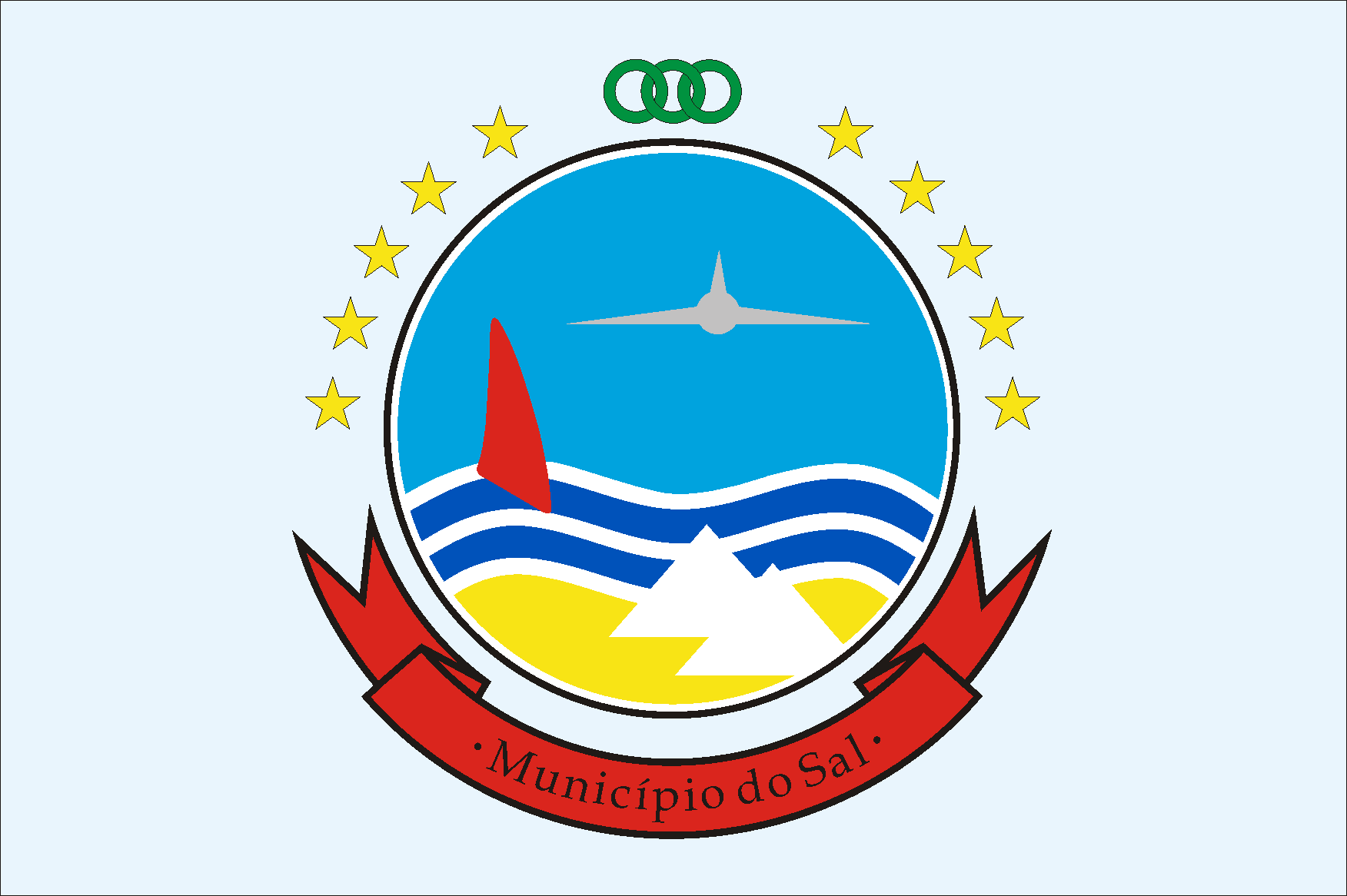
Sal (16) Poměr stran: 2:3